# Lauri Vasar
Lauri Vasar (* 17. Oktober 1970 in Tallinn) ist ein estnischer Opernsänger (Bassbariton).

## Leben
Lauri Vasar stammt aus einer estnischen Musikerfamilie: Sein Vater Harri Vasar (1926–1994) war ein bekannter Operetten-Tenor, seine Mutter Ülla Millistfer ist Pianistin und Konzertmeisterin an der Nationaloper Estonia. Vasar erhielt ab dem 5. Lebensjahr Geigenunterricht und spielte als Bratschist im Tallinner Kammerorchester. Erst mit 21 Jahren begann er ein Gesangsstudium an der Estnischen Musikakademie in Tallinn, das er mit dem Diplom für Bratsche und Gesang abschloss. Danach studierte er bis 1999 Gesang am Salzburger Mozarteum bei Lilian Sukis. Zum Abschluss wurde er von der Internationalen Stiftung Mozarteum mit der Bernhard-Paumgartner-Medaille ausgezeichnet.
Zu Beginn seiner Karriere war Lauri Vasar Ensemblemitglied am Landestheater Linz engagiert. 2003 debütierte er bei den Salzburger Festspielen. 2006 zeichnete ihn die Wiener Staatsoper für seine Orfeo-Interpretation mit der Eberhard-Wächter-Medaille aus. 2007 verließ Vasar die Linzer Oper und war nach einer Zwischenstation an der Oper Hannover von der Spielzeit 2009/10 bis 2014/15 an der Hamburgischen Staatsoper engagiert. Gastengagements führten ihn an die internationalen Opernhäuser nach Zürich, Mailand, Paris, London, Barcelona, Madrid, Brüssel und den Salzburger Festspielen. Eine enge künstlerische Bindung hat er zu Daniel Barenboim an die Berliner Staatsoper.
Gastspiele führten ihn außerdem an das Theater an der Wien, nach Frankfurt a. M. und nach Düsseldorf.
Zu seinem Repertoire gehören vor allem die Wagner-Rollen des Amfortas, Wolfram, Gunther und Donner, der Graf von Gloster in Lear, sowie unter anderem die Titelrollen aus Eugen Onegin, Don Giovanni, Le Nozze di Figaro, Billy Budd, sowie Marcello aus La Bohème, Papageno, Sprecher, Conte, Guglielmo, Belcore, Escamillo, Chtchelkalov Schaklowity.